# چشمه سرخه
چشمه سرخه، روستایی از توابع بخش مرکزی شهرستان خرم‌آباد در استان لرستان ایران است.
این روستا در پنج کیلومتری جنوب خرم آباد واقع شده است.کارخانه پارسیلون در بخش غربی چشمه سرخه واقع است

## جمعیت
این روستا در دهستان کرگاه شرقی قرار دارد و براساس سرشماری مرکز آمار ایران در سال ۱۳۸۵، جمعیت آن ۳۶۹ نفر (۷۷خانوار) بوده‌است.